# アウターガンダム
『アウターガンダム』（Outer Gundam）は、アニメ作品群『ガンダムシリーズ』を題材にした松浦まさふみによる漫画作品。

## 概要
1988年から1992年までサイバーコミックスに連載された。単行本はバンダイより1992年9月20日に発行、その後メディアワークスのDENGEKI COMICSにて2002年8月15日に再刊された。物語は無人型モビルスーツゼファーガンダムの戦いを主軸に、作者による独自解釈のもと一年戦争を舞台にしたMS開発者の軌跡やソロモン攻略戦の側面を描いている。
本作は、ガンダムシリーズの公式設定が厳密に用いられる前に発表された作品である。そのため、アニメ『機動戦士ガンダム』に代表される宇宙世紀シリーズの作品設定を踏襲しつつも、独自の解釈や設定で描かれている。なお、本作の世界観を引き継いだ続編作品『機動戦士ガンダム プログラム=マスター』『機動戦士ガンダム ムーンクライシス』『機動戦士ガンダムReon』が発表されるなどシリーズ化された。
作者は後書きにおいて、サイバーコミックスを「作家がガンダムを題材に自由に書く事の出来た、珍しい本」、自身による独自設定を「『謎の設定』に読者が驚いた事であろう」と述べている。また、それらが現在のガンダムシリーズの公式設定に適合しないことを自覚し、本作の単行本化の際に手直しや不許諾を予想していたが、版権元からは「過去に許可の出たものなので、むしろそのままの形なら出してもよい」と通達された。以降、本作を含めた過去の許可作品のみ版権の使用許可が継続的に与えられたとしている。なお、出版社によって原稿を紛失されたことが2008年6月6日の作者のブログによりあきらかになった。

## ストーリー
宇宙世紀0067年、工学博士ワルハマー・T・カインズ、テレンス・リッツマンらは、アメリカライアン重工業社内で、動力炉を搭載した大型汎用機械、ロボットシステム（RS）の開発に挑む。
後に2人は、地球連邦・ジオン公国の両陣営に分かれて、開発という形での対決を迎えることとなり、それがストーリーのバックグラウンドを成す。
なお、本作では、一年戦争（宇宙世紀0079年）は西暦2047年のこととされている。

## 登場人物
- ワルハマー・T・カインズ
- テレンス・リッツマン
- リャン・レイホン
- ジャック・ウッドワード
- アド・ガーンズバック
- エファ・ガラドリアル
- バン・ヒューゴット
- ナン大佐
- グラハム・チェンバレン

## 登場兵器
本作オリジナルのもののみ記載。

### 地球連邦軍
- RX-79EX-1 ゼファーガンダム
  - RX-79EX ゼファーガンダム（フォームIII）
- ジムコマンド ファントムシステム搭載機（仮称）
- ペガサス級戦闘空母「トリビューン」
- タイニーコア＝ブースター
- セイバーフィッシュII

### ジオン公国軍
- MS-19N カタール
- MS-06・D2 ザクWITHインターセプターユニット
- マッドアングラー級潜水母艦「ヴォークト」
- ムサイ級巡洋艦「ヘル＝ホーク」

### その他
RS計画
モビルスーツ（MS）誕生以前の宇宙世紀0060年代から0070年代初頭にかけて、アメリカのライアント重工で進められていた「ロボットシステム」（RS）の開発計画。ワルハマー・T・カインズ工学博士ら開発チームが目標としていたのは、将来の太陽系外進出の際に用いることができる人型の大型汎用機械の実現だった。
50フィート（15m）級のRSは比較的早期に完成していたが、当時の技術的限界から動力源を外部に置く必要があり、融合炉を内蔵できる60フィート（18m）級RSの実用化が必要とされていた。しかし、60フィート級は実験機R-5の時点で一応の実用段階に達していたものの、基本構造の無理の主因となる過重な上半身の軽量化が難航し、ライアント重工社長ロブ・トレーズによる妨害工作もあって、宇宙世紀0067年に完成したR-7までは起動テストの失敗が相次いでいた。
そこで、宇宙世紀0068年に完成したR-8では、ミノフスキー理論を応用した「フィールドフローティングシステム」を採用。発生させた浮揚フィールドによって機体の対地質量を減少させることで問題を解決し、さらに携行物にまで浮揚フィールドの効果を及ばせることで、自重の3倍弱の重さの物体を持ち上げることも可能となった。
R-8によってRSは完全に完成され、続いてコストをR-8の3分の2にまで引き下げたR-9の開発が開始されたが、宇宙世紀0073年に頻発した宇宙開発者の内乱を受け、地球連邦政府が大型汎用機械の開発凍結を命令。これを受けてRS計画は中止された。しかし、RS計画によってなされた基礎研究はのちに地球連邦軍によって行われたRX計画およびV作戦で大いに参考にされ、わずか数か月という短期間でのMS開発に貢献している。